# Morgan Hart
Morgan Hart (* 18. März 1958 in Los Angeles, Kalifornien) ist eine US-amerikanische Schauspielerin.

## Leben
Hart begann ihre Karriere 1979 mit einem Gastauftritt in der Fernsehserie Der unglaubliche Hulk. Im Jahr darauf lernte sie während eines Auftritts in der Sitcom Happy Days den Schauspieler Don Most kennen, den sie 1982 heiratete. In den 1980er Jahren spielte sie in verschiedenen Serien und hatte größere Nebenrollen im Horrorfilm Madhouse – Party des Schreckens sowie der Filmkomödie Hochzeit mit Hindernissen.
Aus ihrer Ehe mit Don Most hat sie zwei Kinder.

## Filmografie (Auswahl)
- 1979: Der unglaubliche Hulk (The Incredible Hulk)
- 1980: Happy Days
- 1981: Dallas
- 1981: Vegas (Vega$)
- 1981: Madhouse – Party des Schreckens (There Was a Little Girl)
- 1982: Matt Houston
- 1983: Simon & Simon
- 1983: Hochzeit mit Hindernissen (The Man Who Wasn’t There)
- 1984: Trio mit vier Fäusten (Riptide)
- 1987: I Love N.Y. (I Love N.Y.)